# Adelpha demialba
Adelpha demialba is een vlinder uit de onderfamilie Limenitidinae van de familie Nymphalidae. De wetenschappelijke naam van de soort werd als Heterochroa demialba in 1872 gepubliceerd door Arthur Gardiner Butler.